# Articol publicistic
Un articol sau un text publicistic este o lucrare scrisă publicată într-un mediu tipărit, digital sau electronic, cu scopul de a difuza știri, rezultate de cercetare, analize academice sau de a facilita dezbateri.

## Știri
Un articol de știri prezintă informații actuale sau recente, având un impact semnificativ asupra publicului. Aceste articole pot fi de interes general (de exemplu, în ziare cotidiene) sau pot aborda subiecte specifice (de exemplu, reviste de știri politice sau comerciale, buletine informative ale cluburilor, site-uri web de știri tehnologice). Scopul principal al unui articol de știri este de a informa și educa publicul despre evenimentele și dezvoltările recente, punând accent pe actualitate și precizie.
Articolul de știri poate include relatări de la martori oculari, fotografii, statistici, grafice, interviuri, sondaje și dezbateri relevante. Titlurile sunt utilizate pentru a capta atenția cititorului și a evidenția cele mai importante aspecte ale articolului. Autorul oferă fapte și informații detaliate răspunzând întrebărilor fundamentale: cine, ce, când, unde, de ce și cum.

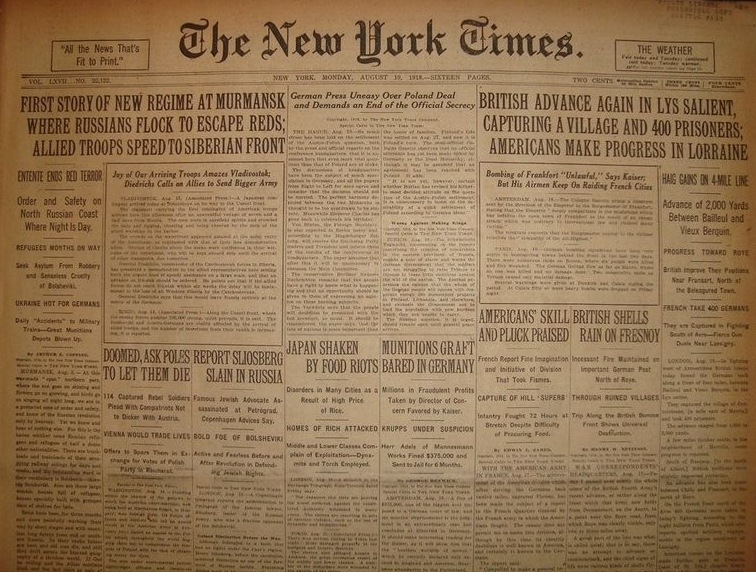
Prima pagină a ziarului The New York Times din 1918

Referințele citate sunt esențiale pentru validarea informațiilor și pentru asigurarea fiabilității surselor. Menționarea persoanelor este adesea susținută de relatările scrise ale interviurilor și dezbaterilor, care confirmă veridicitatea informațiilor prezentate. Indicările de pagină, precum „Continuare la pagina 3”, facilitează continuarea lecturii și accederea la alte articole relevante.
În redactarea articolelor de știri, respectarea standardelor jurnalistice este crucială. O concluzie bine redactată este importantă, dar constrângerile de timp și limita de spațiu pot conduce uneori la eliminarea unor secțiuni. De aceea, reporterii sunt instruiți să adopte stilul piramidei inverse, prezentând cele mai importante informații în primele paragrafe și detaliile suplimentare spre sfârșit. Acest stil minimizează impactul negativ al editării drastice și asigură claritatea și coerența informațiilor.
Menținerea obiectivității, echilibrului și acurateței este esențială pentru credibilitatea articolului și pentru încrederea publicului. Respectarea acestor principii ajută la crearea unor articole informative și de înaltă calitate.
Tipurile de articole de știri includ:
- Știri de ultimă oră: Actualizări rapide și provizorii despre evenimente care se desfășoară în prezent sau au loc recent. Acestea sunt esențiale pentru informarea imediată a publicului și oferirea de informații proaspete.
- Reportaje de teren: Articole detaliate despre subiecte specifice, de exemplu, un reportaj local despre planurile pentru o nouă școală sau un reportaj internațional despre un dezastru natural. Acestea oferă o analiză aprofundată și context extins pentru evenimentele tratate.
- Feature/Articole narative: Articole mai lungi, redactate într-un stil creativ și narativ, care includ atât povești de interes uman, cât și informații de știri. Acestea sunt adesea utilizate pentru a aduce o perspectivă personală și captivantă asupra subiectelor.;
- Investigații jurnalistice: Articole elaborate în urma unei investigații aprofundate asupra unor subiecte mai puțin mediatizate. Acestea sunt cruciale pentru dezvăluirea adevărului și expunerea problemelor ascunse.
- Sumar de știri: Articole centrale care oferă o sinteză a principalelor evenimente și fac legătura cu articole conexe pe subiecte mai specifice. Acestea ajută cititorii să rămână la curent cu cele mai importante știri și să acceseze informații suplimentare.[1]
- Coloane de opinie: Articole recurente scrise de același autor, cu un stil personal și punct de vedere constant. Acestea sunt menite să ofere perspective individuale și să stimuleze dezbaterea pe teme de actualitate.
- Articole de opinie și editoriale: Incluzând editoriale (scrise de editorii publicației) și articole de opinie (scrise de colaboratori externi). Acestea oferă analize și comentarii asupra evenimentelor curente, reflectând puncte de vedere variate.

## Publicistica academică
În domeniul publicisticii academice, un articol este o lucrare științifică sau de specialitate, publicată de obicei într-o revistă academică. Acesta conține rezultate originale ale cercetării sau revizuiește rezultatele existente. Un astfel de articol este considerat valid doar dacă trece printr-un proces de evaluare de tip peer-review, realizat de unul sau mai mulți referenți (experți în domeniu) care verifică dacă conținutul lucrării este adecvat pentru publicare. O lucrare poate trece prin mai multe etape de evaluare, revizuire și resubmisie înainte de a fi acceptată sau respinsă pentru publicare. Acest proces poate dura câteva luni. În plus, există adesea o întârziere suplimentară de multe luni (sau, în unele domenii, mai bine de un an) înainte ca un manuscris acceptat să fie efectiv publicat.
Factorul de impact al unei reviste academice este adesea utilizat pentru a evalua influența și relevanța acesteia în domeniu. Revistele cu un factor de impact ridicat sunt considerate de prestigiu și atrag adesea contribuții de calitate superioară.
Acest aspect este deosebit de relevant pentru revistele de mare prestigiu, unde numărul articolelor acceptate adesea depășește spațiul disponibil pentru tipărire. Din această cauză, mulți cercetători își arhivează gratuit o copie „preprint” (versiunea preliminară a lucrării) sau „postprint” (versiunea finală acceptată după evaluare) a lucrării lor pentru descărcare de pe site-urile personale sau instituționale.

## Publicații electronice
Articolele electronice sunt articole publicate în reviste academice sau alte publicații, accesibile prin intermediul transmisiunii electronice. Acestea reprezintă o formă specializată de document electronic, având caracteristici distincte în ceea ce privește conținutul, scopul, formatul, metadatele și disponibilitatea. Articolele electronice pot fi găsite în reviste academice (și, ocazional, în alte reviste populare) și sunt destinate să ofere materiale pentru cercetare academică și studiu. De regulă, sunt formatate similar articolelor tipărite, iar metadatele sunt integrate în baze de date specializate, cum ar fi Directory of Open Access Journals, precum și în baze de date specifice fiecărei discipline. Aceste articole sunt accesibile în principal prin intermediul bibliotecilor universitare și al bibliotecilor specializate, de obicei contra unei taxe fixe.
Articolele electronice sunt disponibile în reviste exclusive online (în mod ideal), dar în secolul XXI au devenit, de asemenea, versiuni online ale articolelor publicate și în reviste tipărite. Publicarea unei versiuni electronice a unui articol înainte de apariția acestuia în format tipărit este adesea denumită „epub înainte de tipărire” (în special în PubMed), „înainte de tipărire” (AOP), „articol în presă” (AIP) sau „publicație online avansată” (AOP), termen utilizat, de exemplu, în contextul CrossRef. Aceste practici permit accesul rapid la rezultatele cercetărilor recente și facilitează diseminarea timpurie a informațiilor științifice, contribuind astfel la avansarea cunoștințelor în diverse domenii.
Versiunea finală (VoR) reprezintă forma finală a articolului. Deși VoR-urile electronice sunt, în general, stabile, pot apărea anumite modificări: cele mai relevante sunt corectările erorilor, care sunt anunțate prin errate sau rectificări. Aceste corectări sunt adesea efectuate direct în VoR-ul electronic pentru a preveni confuzia sau indusul în eroare al cititorilor, iar VoR-ul face referire la erratum sau rectificare pentru a asigura claritatea. De asemenea, dacă un autor își schimbă numele legal după publicarea VoR-ului, documentul electronic poate fi actualizat pentru a reflecta numele actual al autorului, conform politicii editoriale a revistei. Aceste practici sunt esențiale pentru menținerea integrității și acurateței cercetărilor publicate, asigurând astfel că informațiile rămân corecte și actualizate.
Termenul „articole electronice” se referă și la versiuni electronice ale publicațiilor mai puțin formale, cum ar fi arhivele online, documentele de lucru de la universități, agenții guvernamentale, think tank-uri, institute private și publice, precum și site-uri web private. În multe domenii academice, există baze de date bibliografice specializate care facilitează accesul la aceste resurse online.
Majoritatea site-urilor comerciale funcționează pe bază de abonament sau oferă acces contra cost, adesea printr-un model de plată-per-vizionare. Multe universități se abonează la reviste electronice pentru a oferi acces studenților și cadrelor didactice, iar uneori și altor persoane interesate. Tot mai multe reviste sunt acum disponibile cu acces deschis, fără a necesita abonament. Arhivele de documente de lucru și articolele de pe site-urile personale sunt, în general, gratuite, la fel ca și colecțiile din arhivele instituționale și cele de subiect.
Cele mai comune formate de transmitere sunt HTML și PDF, în timp ce în domenii specializate, cum ar fi matematica și fizica, sunt utilizate și formate precum TeX și PostScript. Articolele electronice sunt adesea citate folosind identificatori digitali standard, cum ar fi DOI (Digital Object Identifier), care facilitează localizarea și accesul rapid la sursa citată. În HTML, fiecare articol este însoțit de metadate, publicate de regulă în taguri meta OpenGraph (folosite de Facebook) sau în JSON-LD⁠(d).